# Уильямсон, Лия
Лия Кэтрин Уильямсон (англ. Leah Cathrine Williamson; род. 29 марта 1997, Милтон-Кинс, Юго-Восточная Англия) — английская футболистка, выступающая на позиции полузащитника в футбольном клубе «Арсенал». Капитан национальной сборной Англии. Участница чемпионата мира 2019, чемпионата Европы 2022 и летних Олимпийских игр 2020. Лучший молодой игрок года по версии ПФА (2015), молодой игрок года в сборной Англии по версии Футбольной ассоциации (2014).

## Достижения

### Клубные
Арсенал
- Победительница Чемпионата Англии: 2018/2019
  - Серебряный призёр: 2021/2022
- Обладательница Кубка Англии (2): 2013/2014[англ.], 2015/2016[англ.][4]
  - Финалистка: 2017/2018[англ.]
- Обладательница Кубка лиги[англ.] (2): 2015[англ.][5][6], 2017/2018[англ.][7], 2022/2023, 2023/2024
  - Финалистка (3): 2014[англ.], 2018/2019[англ.], 2019/2020[англ.]
- Победительница Лиги чемпионов УЕФА (1): 2024/2025

Итого: 8 трофеев

### В составе сборной
Сборная Англии:
- Обладательница SheBelieves Cup: 2019[англ.][8]
- Обладательница Arnold Clark Cup[англ.]: 2022[англ.][9]
- Чемпионка Европы: 2022, 2025
- Победительница Женская Финалиссима: 2022

### Личные
- Лучший молодой игрок года по версии ПФА: 2015
- Молодой игрок года в сборной Англии по версии Футбольной ассоциации: 2014
  - Номинантка: 2012[10]
- Лучший игрок Кубка лиги Футбольной ассоциации[англ.]: 2015[англ.]